# James Knox Polk
James Knox Polk (pronunciació en anglès: ˈpoːk; 2 de novembre de 1795, Pineville, Carolina del Nord, EUA – 15 de juny de 1849, Nashville, Tennessee) fou l'onzè president dels Estats Units, del 4 de març de 1845 fins al 4 de març de 1849. Tot i que Polk nasqué a Carolina del Nord, passà la major part de la seva vida a Tennessee, estat que representà a la Cambra de Representants dels Estats Units pel Partit Demòcrata (1835–1839) i del qual fou governador (1839–1841) abans d'esdevenir president.
Ferm partidari d'Andrew Jackson, Polk fou el darrer president fort d'abans de la Guerra de Secessió. Destaquen els èxits de Polk en política exterior. Va amenaçar de guerra al Regne Unit i aleshores es va fer enrere i va dividir la propietat del Nord-oest Pacífic amb el Regne Unit. Fou un candidat el 1844 que va ser nominat de forma inesperada, i fou el primer president que no va optar a la primera reelecció.
Va poder escometre durant el seu mandat tots els objectius nacionals i internacionals que s'havia proposat. Quan Mèxic va rebutjar l'annexió de Texas als Estats Units, hi va dirigir una guerra i invasió en la qual li va arrabassar tot el que ara es coneix com a Sud-oest dels Estats Units, pràcticament la meitat del territori mexicà fins llavors. Així mateix, va reduir notablement l'impost a béns importats, reemplaçant la llei de tarifes de l'any 1842 amb la coneguda com Walker Tariff. Per mitjà d'aquesta llei els estats del sud, menys industrialitzats que els del nord, van veure reduït el preu dels béns que importaven del nord i d'altres llocs. També va amenaçar al govern britànic amb una guerra a causa de la disputa pel control del territori d'Oregon, dissensió que va acabar amb la venda del Territori d'Oregon pels anglesos. Va idear un sistema de tresoreria que va durar fins a l'any 1913, va supervisar l'obertura de l'Acadèmia Naval dels Estats Units, l'Institut Smithsonià i el començament de la construcció del Monument a Washington. El primer segell postal estatunidenc es va estampar durant la seva presidència. Va complir la seva paraula de ser president per només un mandat i es va retirar a la seva casa a Tennessee el març de 1849; tres mesos després va morir de còlera.
Els historiadors el descriuen com un dels presidents amb més èxit a promoure, obtenir suports i escometre les metes de la seva agenda presidencial. També ha estat descrit com el president menys conegut, però més influent de la història estatunidenca.

## Biografia

### Primers anys
James Knox Polk, primer de deu fills, va néixer el 2 de novembre de 1795 en una casa de grangers del que és ara Pineville, Carolina del Nord, en el comtat de Mecklenburg, just als afores de Charlotte. El seu pare, Samuel Polk, era un escocès-irlandès amo de més de cinquanta esclaus i pròsper granger i agrimensor. La seva mare, Jane Polk (nascuda Knox), procedia d'un germà del reformador religiós escocès John Knox. Ella va batejar el seu primogènit, en honor al seu pare, James Knox. Com la majoria dels immigrants irlandesos i escocesos, les famílies Knox i Polk eren presbiterianes. I, encara que Jane va ser presbiteriana tota la seva vida, Samuel (el pare de la qual, Ezekiel Polk, va ser deísta) va rebutjar el presbiterianisme dogmàtic. Quan els pares van portar a James al baptisme, Samuel va refusar declarar la seva fe com a cristiana, la qual cosa va induir al ministre a no batejar el nen. El 1803, la majoria de la família Polk es va traslladar al llarg del riu Duck (Tennessee), àrea ara coneguda com el Comtat de Maury. La resta de la família de Polk els va seguir l'any 1806. La família va augmentar i va prosperar. Samuel es va enriquir especulant amb terres i finalment va arribar a ser jutge del comtat.
Polk va ser educat a casa. La seva salut era molt trencadissa i el 1812 va arribar a deteriorar-se fins al punt que va haver de ser portat al doctor Ephraim McDowell de Danville (Kentucky), que el va operar per a extreure-li uns càlculs en la bufeta (litiasi vesical). Polk va estar despert durant la cirurgia perquè no hi havia més anestèsic que una ampolla de brandi. I es creu que aquesta cirurgia va poder deixar-ho estèril, ja que no va tenir fills.

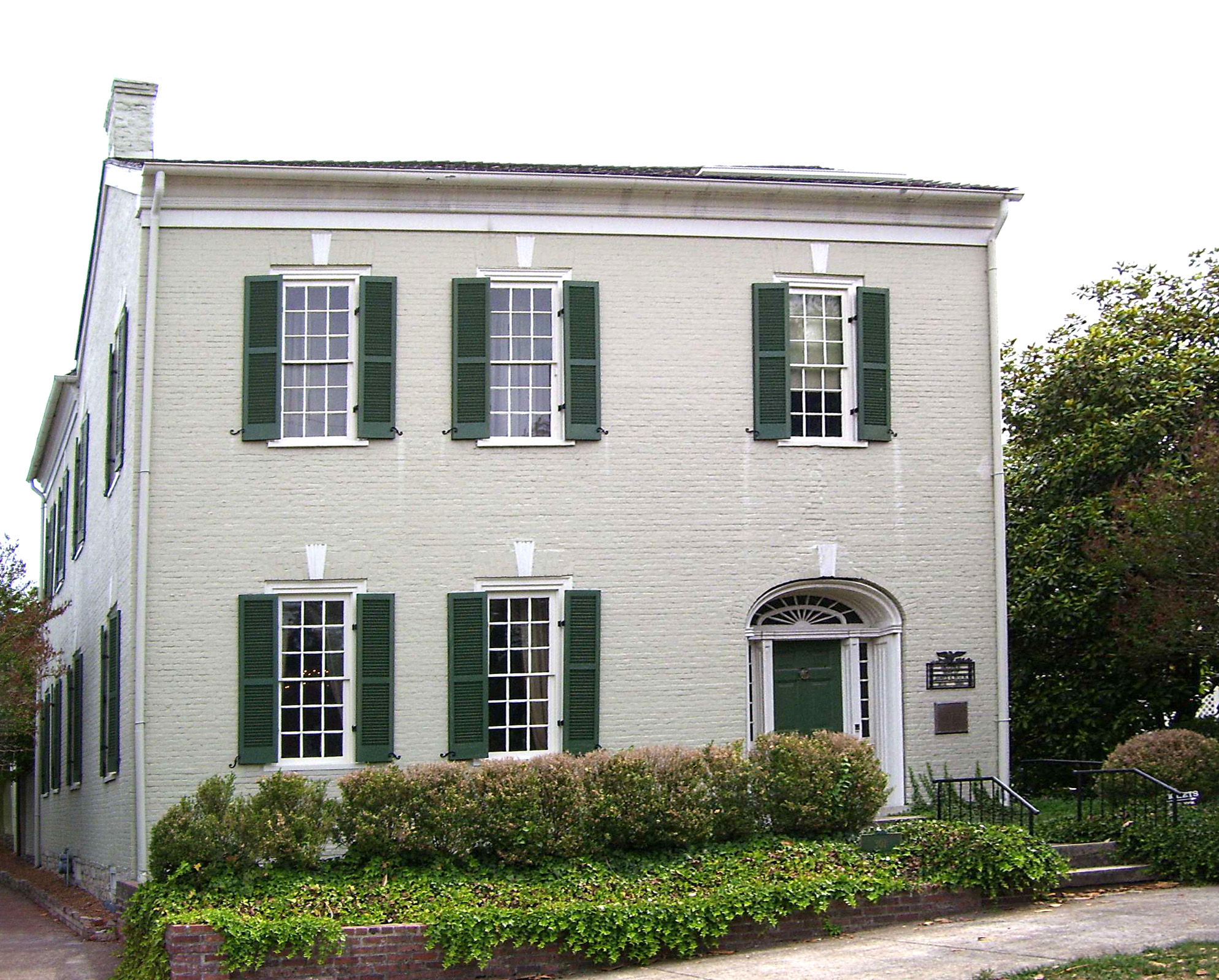
La casa on Polk va viure la seva vida d'adult abans d'ascendir a la presidència, a Columbia, Tennessee, és la seva única residència que roman dreta.

Després de la seva recuperació, el seu pare li va oferir un lloc en els seus negocis comercials, però Polk va refusar. El juliol de 1813 es va inscriure a l'església presbiteriana de Zion, que estava prop de la seva casa. Un any després va anar a una acadèmia en Murfreesboro (Tennessee) on és possible que conegués per primera vegada a la seva futura esposa Sarah Childress Polk. En Murfreesboro Polk es va distingir com a estudiant prometedor, i el gener de 1816 va ser admès en la Universitat de Carolina del Nord com sophomore. Els Polk tenien connexions amb aquesta universitat, en aquest llavors amb solament vuitanta estudiants; Sam Polk era administrador de finques per a la universitat i el seu cosí William Polk, fideïcomissari. Durant el seu temps allí, Polk va formar part de la Societat dialèctica, on regularment debatia i practicava l'art de l'oratòria. El seu company d'habitació, William Dunn Moseley, va arribar a ser el primer governador de Florida. Polk es va graduar amb honors el maig de 1818. La universitat, temps després, li va donar el nom de Polk Place al pati baix del campus principal.
Després de la seva graduació, Polk va viatjar a Nashville com a passant de l'advocat Felix Grundy. Aquest va ser el primer mentor de Polk. I el 20 de setembre de 1819, amb la pública aprovació de Grundy, va ser elegit per a un lloc de secretari del Senat de l'Estat de Tennessee. El 1821, Polk va ser reelegit sense oposició i va continuar servint fins a 1822. Polk va obtenir permís per a practicar l'advocacia el juny de 1820. El seu primer cas va ser defensar al seu propi pare d'una acusació pública, i va aconseguir exonerar-lo i deixar-lo lliure amb només una multa d'un dòlar. No li va faltar treball després pels nombrosos casos de deutes que va promoure el Pànic de 1819.

### Primera vida política
El 1822, Polk es va inscriure en la milícia de Tennessee com a capità en el regiment de cavalleria de la 5a brigada. Després va ser apuntat com a coronel en l'estat major del governador William Carroll. Després del nomenament, sovint es dirigien a ell pel seu títol militar. La seva oratòria i verb fàcil van arribar a ser tan populars que se'l va començar a anomenar Napoleó de soca. El 1822, Polk va anunciar la seva retirada com a secretari per a concórrer a les eleccions per a la legislatura de l'estat de Tennessee el 1823, que va guanyar en derrotar a William Yancey, arribant així a ser representant del comtat de Maury. L'octubre de 1823, Polk va votar a favor d'Andrew Jackson per a senador de l'estat de Tennessee. I com Jackson va guanyar, Polk va ser des de llavors un suport ferm per a Andrew Jackson i un gran defensor de les seves idees.

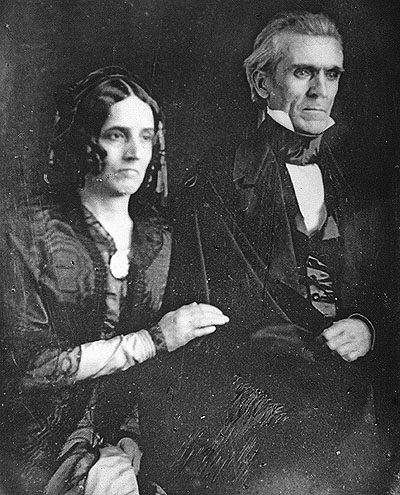
James K. Polk i Sarah Childress Polk.

Polk va començar a cortejar a Sarah Childress i van contreure matrimoni l'1 de gener de 1824 en Murfreesboro. Polk tenia 28 anys i Sarah 20; no van tenir fills. Durant la carrera política de Polk, Sarah va ajudar al seu marit amb els seus discursos, li va donar consells sobre assumptes de política i va exercir un paper actiu en les seves campanyes. Una vella història conta que Andrew Jackson hauria animat el seu romanç des del mateix moment en què el van començar.
El 1824, Jackson va competir per la presidència dels Estats Units, però va ser derrotat. Encara que comptava amb el vot popular, ni ell ni cap dels altres tres candidats (John Quincy Adams, Henry Clay i William H. Crawford) havien guanyat una majoria suficient de vots. La Cambra de representants va haver llavors de dirimir la qüestió. Clay, que havia rebut el nombre menor de vots i havia estat suprimit de la votació, va fer costat a Adams, i aquest suport va resultar ser decisiu i va donar a John Quincy Adams la presidència. Després d'aquesta victòria, Adams va correspondre oferint a Clay un lloc en el seu gabinet com a secretari d'estat.
El 1825 Polk va participar en les eleccions per a la Cambra de Representants pel 6.º districte de Tennessee. Polk va realitzar una vigorosa campanya en el districte i va estar tan actiu que la seva esposa Sarah es va començar a preocupar per la seva salut. Durant la seva campanya els seus oponents van argumentar que, amb només 29 anys, Polk era molt jove per a ocupar un lloc tan important. De totes maneres, va vèncer. Quan va arribar a Washington D.C.. es va quedar a la casa d'hostes de Benjamin Burch amb altres representants de Tennessee, inclòs Samuel Houston. Polk va oferir el seu primer discurs important el 13 de març de 1826, defensant la dissolució del col·legi electoral i l'elecció directa del president per mitjà del sufragi popular. Es va convertir en un gran crític de l'administració d'Adams, i va votar amb freqüència contra les seves polítiques. Quan el Congrés va entrar en recés en l'estiu de 1826, Polk va tornar a Tennessee a veure Sarah, però quan va tornar a la tardor a Washington la va portar amb ell. El 1827 Polk va ser reelegit al Congrés.
El 1828 Jackson es va presentar una vegada més a les eleccions presidencials. Polk i Jackson es van escriure sovint durant la campanya; en aquestes cartes Polk aconsellava a Jackson sobre la carrera electoral. Després de la victòria de Jackson, Polk es va convertir en un dels seus partidaris més importants i lleials en el congrés. Durant la presidència, Polk continuava sent reelegit en el congrés. Després de l'elecció al seu cinquè va acabar a la casa de representants el 1833, Polk va arribar a ser president del comitè a càrrec d'impostos i tarifes (United States House Committee on Ways and Means).

#### President de la Cambra de Representants dels Estats Units
El juny de 1834, el president de la Cambra de Representants, Andrew Stevenson va renunciar. Polk es va presentar contra John Bell, que també procedia de Tennessee. Bell va guanyar després de deu votacions. El 1835 Polk va presentar-se de nou contra Bell i aquesta vegada va guanyar l'elecció.
Els dos assumptes més importants durant la seva presidència de la Cambra van ser l'esclavitud i l'economia després del Pànic del 1837. Van Buren i Polk van rebre molta pressió per a rescindir l'acta Specie Circular, una ordre executiva donada per Jackson que tenia el propòsit de millorar l'economia. Aquesta ordre requeria que tota terra comprada del govern s'obtingués només per mitjà d'or i plata. Així i tot, amb el suport del seu gabinet i de Polk, Van Buren va decidir mantenir l'ordre.
Polk va tractar de mantenir la Cambra de Representants en ordre. Al contrari del que s'acostumava aleshores, Polk mai va reptar ningú en un duel encara que insultessin el seu honor. Polk va ordenar no escoltar cap petició que tractés sobre l'abolicionisme. Fins ara, és l'únic president dels Estats Units que ha servit com a President de la Cambra de Representants dels Estats Units.

#### Governador de Tennessee
El 1838, la situació política de Tennessee, on el 1835 els demòcrates havien perdut la governació per primera vegada en la història del partit, va persuadir a Polk a tornar a l'Estat amb el propòsit d'ajudar al seu partit. Va deixar el congrés el 1839 per a derrotar el candidat del partit Whig, Newton Cannon, per 2.500 vots.
Les tres propostes de Polk se centraven en regular els bancs, la complementació de millores internes estatals, i el millorament de l'educació. Cap d'aquestes propostes va tenir cap suport en el senat. En les eleccions presidencials dels Estats Units de 1840, Van Buren i James Polk van ser derrotats per un candidat Whig, William Henry Harrison. Polk va rebre solament un vot electoral per a la seva vicepresidència. En el seu Estat de Tennessee, Polk també va perdre la seva campanya de reelecció el 1841 per 3,243 vots. El 1843 va ser derrotat un altre cop, aquesta vegada per un marge més gran de 3,833 vots.

### Eleccions presidencials dels Estats Units de 1844

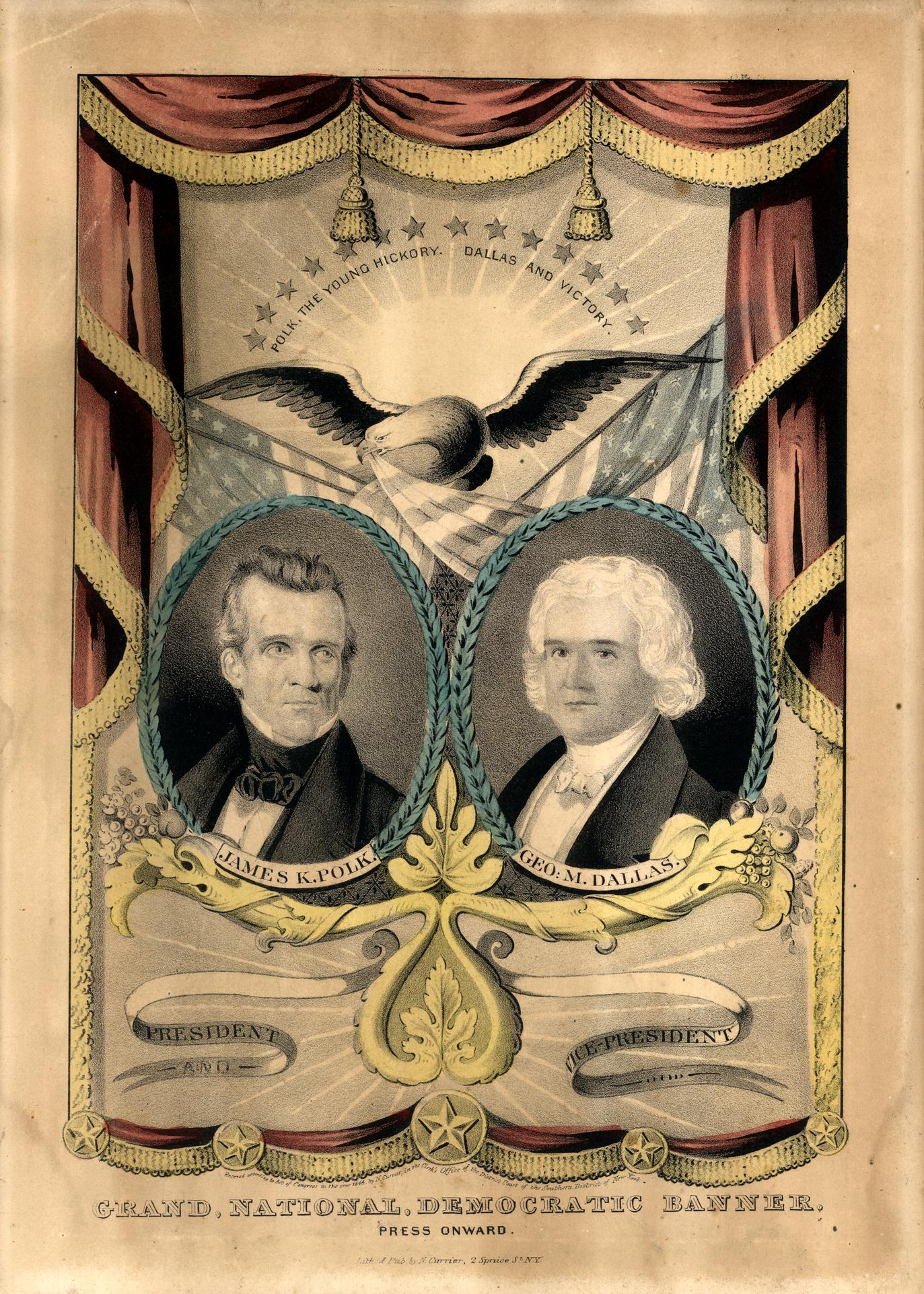
Anunci de la campanya de 1844, produït per Nathaniel Currier

Al principi, Polk esperava ser nomenat candidat a la vicepresidència en l'Assemblea Nacional Demòcrata, la qual va començar el 27 de maig de 1844. El contendent principal per a la presidència era Martin Van Buren quei s'havia proposat parar l'expansió de l'esclavitud. Altres candidats a la presidència incloïen a James Buchanan, el general Lewis Cass, Cave Johnson, John C. Calhoun, i Levi Woodbury. El principal punt de contenció era la República de Texas la qual, després de declarar la seva independència de Mèxic el 1836, havia demanat permís d'entrar a la unió dels Estats Units, però havia estat rebutjada per Washington DC. Van Buren estava oposat a l'annexió, posició que li va costar el suport de molts demòcrates, com l'anterior president Andrew Jackson, que exercia molta influència. Van Buren va aconseguir una majoria simple en la primera votació de l'assemblea, però no va poder obtenir la supermajoria de dos terços que es requerien del partit. Votacions subseqüents afavorien a Cass, però tampoc va poder obtenir la supermajoria. Després d'altres sis votacions es va notar que cap dels contundents principals obtindrien la supermajoria. Per aquest motiu es va nomenar James Polk com a candidat. Després de vuit votacions indecises, l'assemblea va nomenar unànimement James Polk.
Abans de l'assemblea, Jackson li va dir a Polk que l'afavoria la seva nominació. Encara amb el seu suport, Polk va instruir els seus agents que si Van Buren semblava guanyar la nominació ells haurien de donar-li el seu suport. Això asseguraria que es triés a Polk sobre Van Buren en un compromís en cas que l'assemblea arribés una vegada més a estar indecisa. Al final, això és precisament el que va passar, i Polk va rebre el suport de l'assemblea, ja que Polk tenia plans d'expandir el país a l'oest.
Quan se li va avisar de la seva nominació, Polk va respondre: «Ha estat ben observat que l'ofici de ser president dels Estats Units no ha de ser procurat ni renunciat. Mai ho he procurat ni em sento en llibertat de renunciar si se m'ha estat conferit pel sufragi voluntari dels meus conciutadans». Pel fet que el partit demòcrata estava dividit en faccions enfrontades, Polk va prometre ser president per solament quatre anys, amb l'esperança que els demòcrates desil·lusionats amb la seva presidència s'unirien a ell, sabent que es triaria un candidat nou en solament quatre anys.

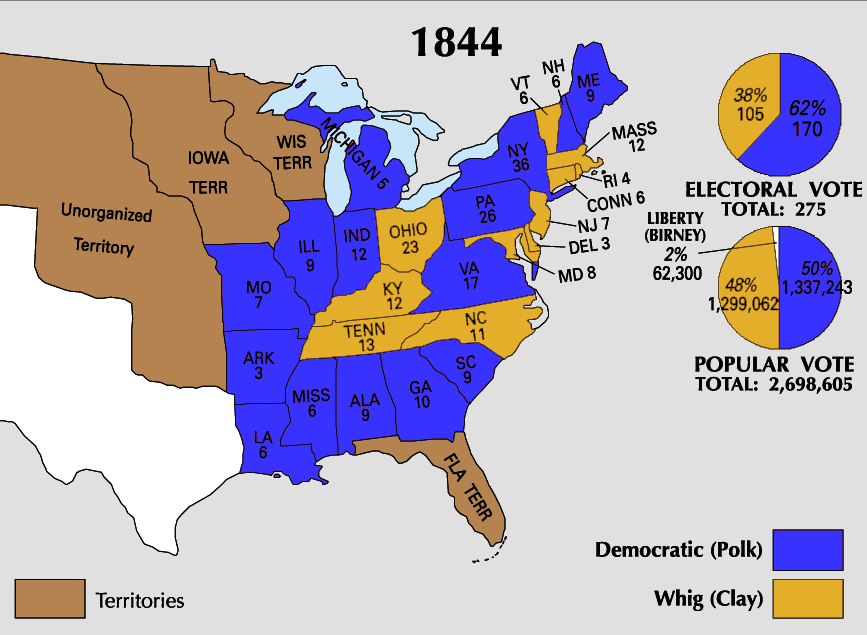
Els resultats de l'elecció presidencial el 1844

L'oponent de Polk en les eleccions presidencials va ser el membre del Partit Whig Henry Clay, de Kentucky. (El president Whig John Tyler havia estat expulsat del partit i no va ser nominat per a una segona elecció). L'annexió de Texas als Estats Units d'Amèrica va ser, una vegada més, el punt de contenció més destacat de les eleccions. Mentre Polk proposava l'annexió immediata, Clay vacil·lava en la seva opinió.
Un altre tema de debat, també relacionat amb l'expansió, estava vinculat amb el territori d'Oregon, que estava sota control tant dels Estats Units com del Regne Unit. Els demòcrates defensaven la idea d'expansió, associant-la amb l'annexió de Texas, fet que va atraure tant els del nord com els del sud. El suport contundent de Polk a l'expansió del país, que els demòcrates van definir més tard com la doctrina del destí manifest, potser va ser el que li va proporcionar la victòria, ja que Clay no semblava tenir una posició clara en aquesta qüestió.
En les eleccions, Polk i el seu vicepresident George M. Dallas van guanyar en el sud i a l'oest, mentre que Clay va obtenir el suport del nord-est. Polk va perdre en el seu mateix estat, Carolina del Nord, i en l'estat de la seva residència, Tennessee. És el president més recent que ha estat elegit tot i perdre l'estat de Tennessee. Malgrat això, va aconseguir guanyar a l'estat de Nova York, on Clay va perdre vots a favor del candidat antiesclavitud James G. Birney, pertanyent al partit Llibertat. Un altre factor que va contribuir a la victòria de Polk va ser el suport dels nous immigrants, que estaven en contra de les idees del Partit Whig dels Estats Units. Polk va guanyar el vot popular amb un marge d'aproximadament 39.000 vots de 2,6 milions. Va guanyar el col·legi electoral amb 170 vots en contra dels 105 vots a favor de Clay. Polk va guanyar 15 estats mentre Clay va guanyar 11.

### Presidència (1845-1849)

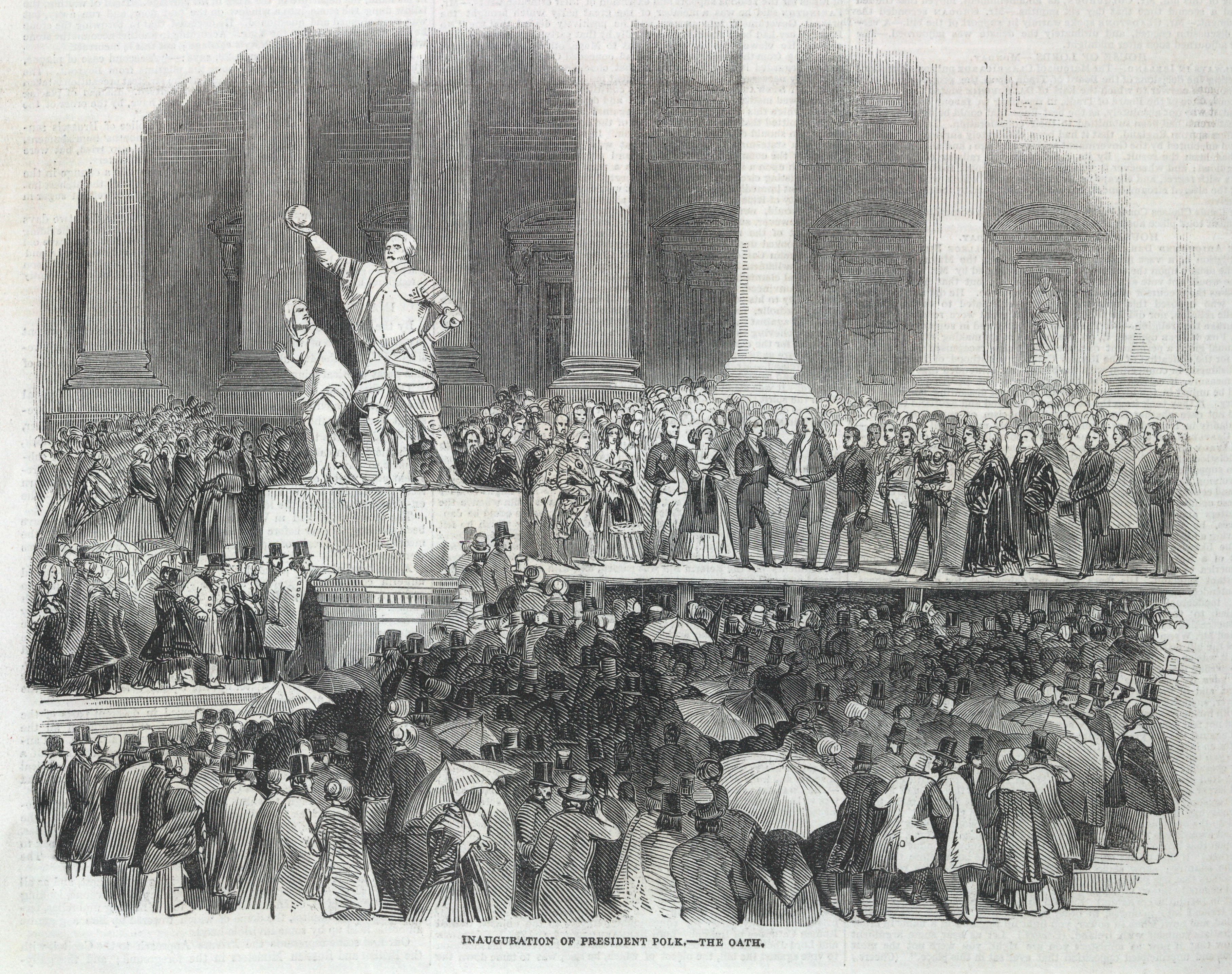
La cerimònia d'investidura de James Polk com es va il·lustrar en el periòdic The Illustrated London News, v. 6, 19 d'abril de 1845.

Quan va arribar a la presidència el 4 de març de 1845, als 49 anys, Polk era el president més jove que havia servit en aquesta funció. Aquesta va ser la primera investidura presidencial que es va reportar per mitjà de telègraf i que es va il·lustrar en un periòdic (The Illustrated London News). Durant una història donada per George Bancroft unes dècades després, Polk va proposar quatre metes clarament definides per a la seva administració:
- Reestablir el sistema de tresoreria independent
- Rebaixar tarifes
- Adquirir part del territori sencer d'Oregon
- Adquirir Califòrnia i Nou Mèxic del país de Mèxic.

Decidit a servir una única legislatura, va completar aquestes quatre metes en tan sols quatre anys. En adquirir el territori d'Oregon sense esclavitud i l'estat de Texas amb esclavitud, esperava satisfer al nord i al sud.

#### Política Fiscal
El 1846, el Congrés va aprovar el Walker Tariff (Nomenada així en honor de Robert J. Walker el secretari de la tresoreria) una llei que reduïa els impostos que van portar la llei coneguda com Tariff of 1842. La nova llei abandonava la idea de ad valorem i implementava impostos independents del valor monetari al producte importat. Aquesta acció de Polk va ser popular en el sud i l'oest, però els proteccionistes a Pennsilvània la despiadaban.
El 1846, Polk va aprovar una llei que restablia el sistema de tresoreria independent sota el qual els fons del govern es mantindrien en la tresoreria i no en bancs o altres institucions financeres. Això establia oficines independents de dipòsit de tresor, separades d'algun banc, per a rebre tot fons del govern.

#### El Veto del Projecte de Llei de Rius i Ports
El congrés passo un projecte de llei de Rius i Ports el 1846 el qual proveïa $500.000 per a millorar uns quants rius i ports. Polk va vetar el projecte de llei. Ell creia que era inconstitucional perquè la llei hagués afavorit àrees particulars i incloïa ports que no tractaven amb comerç exterior. Polk creia que aquests ports eren problemes locals i no federals. Si s'hagués passat la llei, Polk temia que hi hagués legisladors que s'animarien a competir per favors del govern en els seus districtes locals, un tipus de corrupció que portaria a la república al desastre. En aquest assumpte ell va seguir al seu mentor Andrew Jackson qui va vetar un projecte de llei similar (Maysville Road Bill) el 1830 per raons similars.

#### Esclavitud
El desig de Polk d'expandir el territori estatunidenc va causar discòrdia sobre l'expansió de l'esclavitud entre el nord i el sud. Durant la seva presidència, molts abolicionistes li van donar crítiques dures acusant-ho de ser un instrument de l'esclavitud. També va ser acusat de ser promovedor de l'esclavitud, raó per la qual deien que donava suport a l'annexió de Texas i després la guerra amb Mèxic. La proposta Wilmot Proviso introduïda pel representant democràtic David Wilmot de Pennsilvània el 8 d'agost de 1846 (només dos mesos després del començament de la guerra entre Mèxic i els Estats Units) tractava d'il·legalitzar l'esclavitud en qualsevol territori adquirit de Mèxic. Polk i molts provinents del sud estaven en contra de la proposta (la qual va passar la cambra de representants però va fallar en el senat). Polk promovia estendre la línia del compromís de Missouri cap a l'oest fins a arribar a l'oceà Pacífic. Això hauria resultat en el permís de l'esclavitud sota la línia de latitud 36° 30′ a l'oest de Missouri i l'hauria prohibit al nord.
Polk va tenir esclaus tota la seva vida. El seu pare, Samuel Polk, li havia deixat 32 km² de terra i va dividir 53 esclaus entre la seva vídua i fills. James va heretar 20 dels esclaus del seu pare directament o després de la defunció d'un dels seus germans. El 1831 va arribar a ser granger de cotó, manant als seus esclaus a netejar els terrenys que el seu pare li havia deixat en Somerville (Tennessee). Quatre anys després Polk va ordenar vendre la hisenda de Somerville i, juntament amb el seu cunyat, van comprar 3,7 km² de terra, una hisenda de cotó, prop de Coffeeville (Mississipí). Va gestionar aquesta hisenda la resta de la seva vida, agafant la meitat del seu cunyat posteriorment. Polk rares vegades venia esclaus, encara que una vegada president, va poder permetre's comprar-ne més. Polk va estipular en el seu testament que s'alliberessin els seus esclaus després de la mort de la seva esposa Sarah. No obstant això el 1863 es va emetre la Proclamació d'Emancipació i la Tretzena esmena de la Constitució dels Estats Units va alliberar els seus esclaus molt abans de la mort de Sarah el 1891.

#### Política Exterior
Polk secundava fortament la idea d'expansió. Els demòcrates creien que obrir la terra per a l'agricultura per grangers petits era una acció crítica per a l'èxit de la república. (Vegeu Destí Manifest.) Com moltes persones procedents del sud, ell donava suport a l'annexió de Texas. Per a equilibrar els interessos del nord i del sud, volia adquirir el territori d'Oregon. (actualment els estats d'Oregon, Washington, Idaho, i Columbia Britànica.) També intentava comprar la terra d'Alta Califòrnia, territori que havia estat descurat per Mèxic.

##### Territori d'Oregon

El territori d'Oregon establert pel tracte d'Oregon

Polk va pressionar fortament al govern britànic per a resoldre la disputa sobre el territori d'Oregon. Des de 1818 el territori havia estat sota control britànic i estatunidenc. Altres administracions estatunidenques havien ofert dividir el territori pel paral·lel 49°, cosa que era inacceptable per als anglesos, ja que aquests tenien interessos comercials pel Riu Colúmbia. Encara que la plataforma del partit demòcrata deia que el territori sencer pertanyia als Estats Units, Polk estava disposat a comprometre's. Quan el govern britànic es va mostrar incapaç d'arribar a un acord, Polk es va endurir i públicament va començar a donar suport al mantra democràtic de prendre el territori sencer. Això implicava ocupar terres fins al paral·lel 54° 40′, línia que marcava la davantera Alaska-Rússia. 54 40 o guerra (54-40 o guerra!) va arribar a ser un crit a la guerra entre els demòcrates.
Polk volia territori, no una guerra, raó per la qual va arribar a un acord comú amb George Hamilton-Gordon que era el Secretari d'Estat d'Afers Exteriors i de la Commonwealth. El Tractat d'Oregon de 1846 va dividir el territori d'Oregon pel paral·lel 49 com havia demanat Estats Units originalment. Encara que hi havia molts que continuaven demanant el territori sencer, el senat va aprovar el tractat. Després d'això, molts demòcrates es van disgustar amb Polk. Aquests van popularitzar la idea que Polk sempre havia volgut el territori fins al paral·lel 49 i que els havia mentit en haver promès el territori sencer. Aquest territori serien els estats de Washington, Oregon, Idaho, Montana i Wyoming.

##### Texas

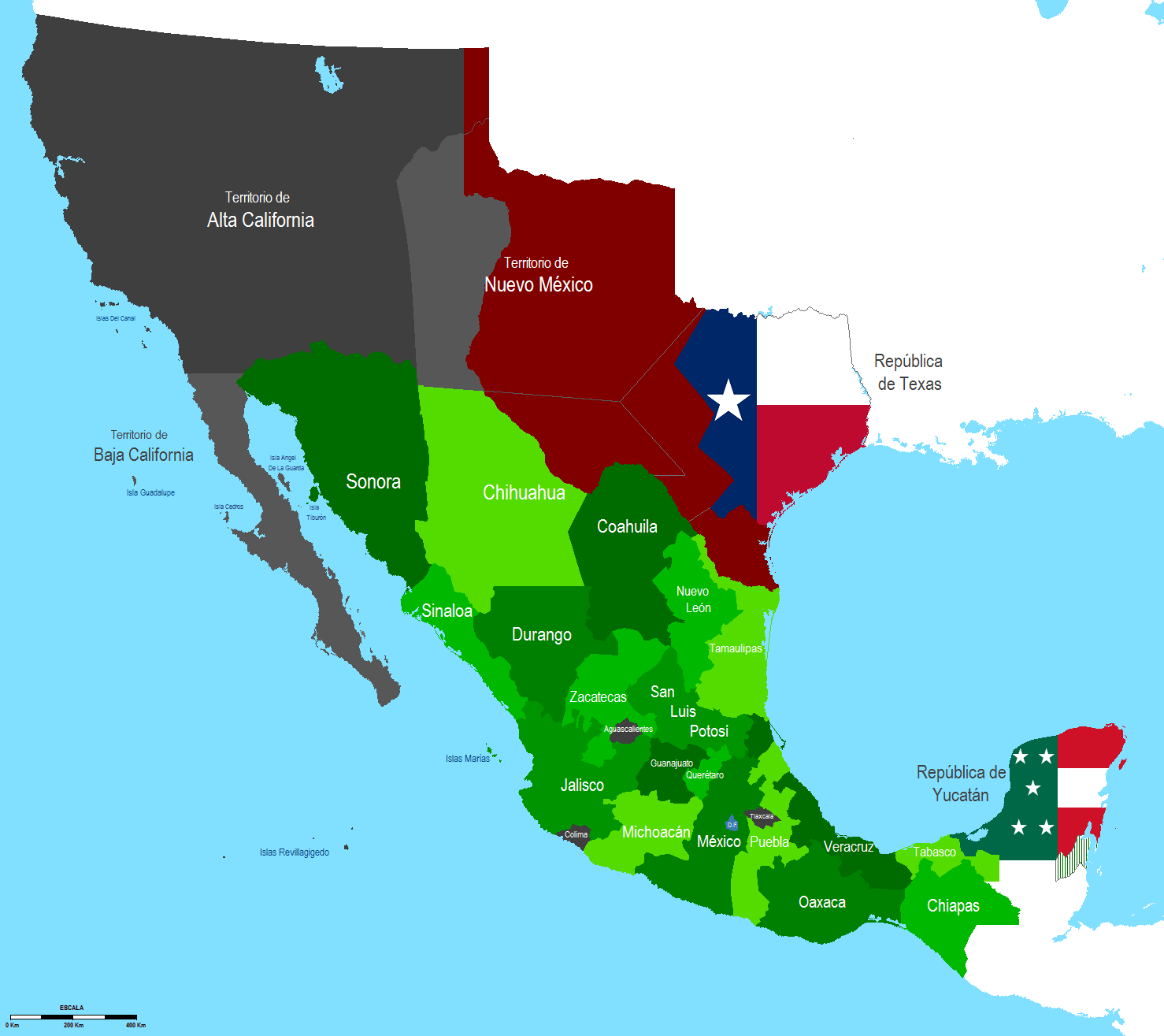
Mapa de Mèxic el 1845, amb la República de Texas, i la República de Yucatán i el territori disputat entre Mèxic i Texas en vermell. Mèxic declarava que Texas li pertanyia.

Després de l'elecció de Polk al lloc de president, John Tyler va urgir al congrés a passar una resolució comuna en la qual s'admetia a Texas a la unió. El senat va aprovar aquesta resolució el 28 de febrer de 1845. Texas va acceptar l'oferta i va passar a ser un estat el 29 de desembre de 1845. L'annexió de Texas va enfurir a Mèxic, que havia perdut l'estat el 1836. Els polítics de Mèxic contínuament havien advertit als Estats Units que l'annexió de Texas iniciaria una guerra. No obstant això, només dies després que la resolució havia estat aprovada, Polk va declarar en el seu discurs d'inauguració que la decisió d'annexió només restava sobre Texas i els Estats Units.

#### Invasió de Mèxic

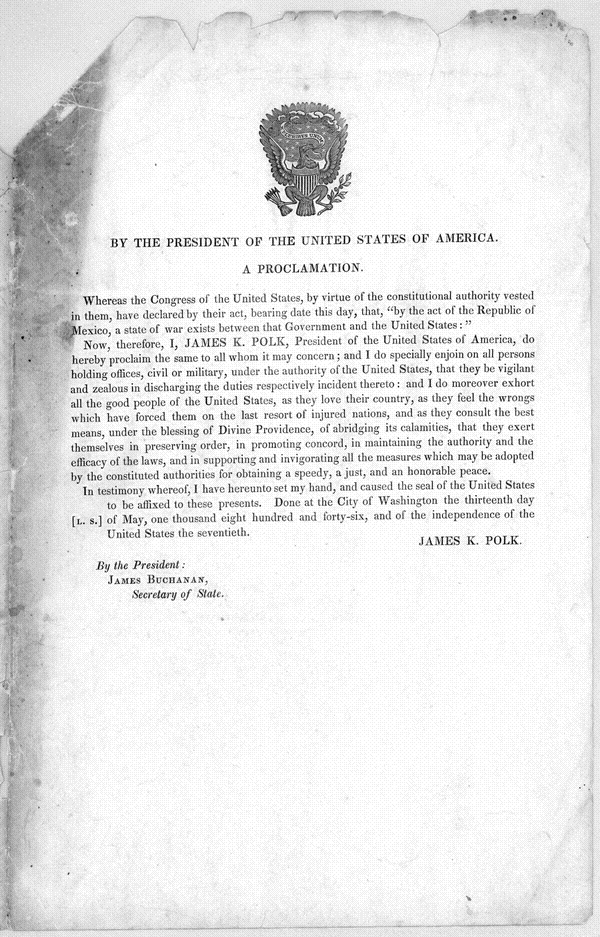
La declaració presidencial de Polk de guerra en contra de Mèxic

Després de l'annexió de Texas, Polk va dirigir la seva atenció a l'Alta Califòrnia, esperant adquirir el territori abans que qualsevol altre país europeu. L'interès principal era la badia de San Francisco la qual serviria com un port de comerç amb Àsia. El 1845 envia un diplomàtic, John Slidell, a Mèxic a comprar Alta Califòrnia i Nou Mèxic per 24-30 milions de dòlars. L'arribada de Slidell a Mèxic va causar gran consternació quan es va saber que era allà per a comprar més territori en comptes d'oferir compensació per l'annexió de Texas. Els mexicans van refusar rebre a Slidell argüint un problema tècnic amb les seves credencials. Al gener de 1846, amb el propòsit d'incrementar la pressió a Mèxic, Polk envia tropes sota el comandament del general Zachary Taylor a l'àrea entre el Riu Nueces i el Río Bravo, territori disputat pels dos països.
Slidell va tornar a Washington al maig de 1846 després d'haver estat rebutjat pel govern Mexicà. Polk va considerar el tracte de Slidell com un insult i causa per a la guerra; amb això va preparar demanar-li al congrés una declaració de guerra. Mentrestant, Taylor va travessar el Riu Bravo i breument va prendre el control de Matamoros, Tamaulipas. Allí li va obstruir el pas als vaixells mercants que entraven al port. Dies abans de presentar la seva declaració de guerra al congrés, Polk va rebre la notícia que tropes mexicanes havien travessat el riu Bravo i havien donat mort a 11 soldats estatunidencs. Això va arribar a ser el casus belli de Polk, i en el seu discurs de presentació, Polk va declarar que Mèxic havia envaït el territori dels Estats Units i havia vessat sang estatunidenca. Temps després es va descobrir que es va utilitzar com una excusa per a la posterior invasió.
Alguns whigs, com Abraham Lincoln van fer saber la seva desconfiança en la versió d'esdeveniments que va descriure el president. No obstant això, la majoria del congrés va aprovar la declaració de guerra. Molts Whigs, encara que no volien aprovar una guerra, van sentir pressió per fer-ho per a no aparentar ser antipatriòtics.
En la cambra de representants, Whigs en contra de l'esclavitud, dirigits per John Quincy Adams van votar en contra de la guerra. Entre els demòcrates, el senador John C. Calhoun va ser el més notable oponent de la declaració.

##### Acció Militar

Mapa de la guerra contra Mèxic
Territori disputat
Territori dels EUA el 1848
Territori mexicà el 1848
Després del tractat de Guadalupe Hidalgo

Polk va seleccionar als generals i va coordinar l'estratègia de guerra. L'estiu de 1846, les forces estatunidenques que estaven sota les ordres del general Stephen Kearny havien ocupat Nou Mèxic. Mentrestant, el capità John C. Frémont va ajudar als colons del nord d'Alta Califòrnia a derrotar la guarnició mexicana a Sonoma en el que va arribar a ser conegut com La Rebel·lió de la Bandera d'Ós. El general Zachary Taylor al mateix temps, estava tenint èxit en el Riu Bravo fins i tot sense reforços del president Polk. Els Estats Units també van negociar un tracte secret amb Antonio López de Santa Anna, el general i dictador mexicà que havia estat enderrocat el 1844. Santa Anna va acordar que, si se li donava pas segur a Mèxic, persuadiria als que estaven en el poder per a vendre l'Alta Califòrnia i Nou Mèxic als Estats Units. Però una vegada que va arribar a Mèxic, va renegar del compromís que havia fet, es va declarar president, i va tractar de combatre als invasors estatunidencs. Aquests esforços van ser debades, ja que els generals Taylor i Winfield Scott van poder derrotar tota resistència. Scott va capturar la Ciutat de Mèxic al setembre de 1847 i Taylor va guanyar una sèrie de batalles al nord del país. Fins i tot després de totes aquestes derrotes, Mèxic no es va rendir fins a l'any 1848 quan va aprovar els termes de pau del president Polk. Al llarg de la frontera amb el Riu Bravo, es van cometre actes de barbàrie, dones i nenes eren violades enfront dels seus pares i esposos. En un toll de sang, 20 civils mexicans tirats a terra i les seves esposes de genolls implorant pietat. A la Ciutat de Mèxic els periòdics reportaven el següent: «Mexicans !!! Són aquests homes els que vénen a civilitzar-nos, ens titllen de bàrbars, les veritables hordes de bàrbars són ells en entrar per la força al nostre territori i baioneta en mà obligar-nos a cedir-los les nostres terres».
En la batalla de Monterrey el 1846 uns quants soldats mexicans ferits van fugir a Saltillo Coahuila, Mèxic, les tropes nord-americanes els van aconseguir per a donar-los mort, només un va aconseguir arribar a l'entrada de l'actual Ramos Arizpe, Coah. MX. Greument ferit, va ser aconseguit per un altre grup d'invasors, en veure la gravetat de les seves ferides; li van donar mort amb les seves baionetes perquè deixés de sofrir.
La invasió a Mèxic va ser considerada injusta, molts soldats nord-americans es preguntaven que feien aquí en veure com els admiraven i els tractaven molt amables la gent pobra, mestissos i indis en veure'ls desfilar entre els carrers dels pobles mexicans.
Els invasors van aprofitar les diferències entre els mexicans per a capturar l'Alta Califòrnia, el govern mexicà va enviar tropes a defensar el nord però en comptes d'acatar les ordres; es rebel·laven contra el govern per a fer-se cacics de la zona militar o es passaven al bàndol conservador.
Un contingent d'immigrants irlandesos va desertar de l'exèrcit estatunidenc i es va passar al bàndol mexicà. Aquesta traïció els va costar ser penjats en la Batalla de Chapultepec el 1847.
Després de la capitulació de la Ciutat de Mèxic es va iniciar una Guerra de guerrilles en la qual uns quants civils armats emboscaven als soldats nord-americans en barris molt perillosos de la ciutat, algunes vegades, els soldats nord-americans s'emborratxaven i ja no tornaven a les seves casernes. Aquesta va ser l'última resistència mexicana a la ciutat.

##### Pau: El Tractat de Guadalupe Hidalgo

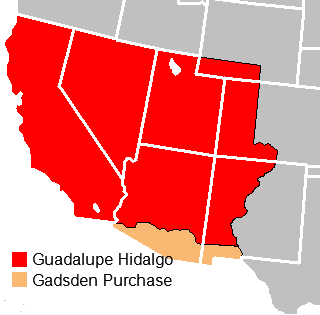
La Cessió mexicana (en vermell) va ser adquirida per mitjà del Tractat de Guadalupe Hidalgo. La regió de La Mesilla (en ataronjat Gadsden Purchase) es compraria després de la presidència de Polk.

Polk va enviar el diplomàtic Nicholas Trist a negociar amb els mexicans. En no progressar, Polk va demanar Trist que tornés, però el diplomàtic va ignorar l'ordre i es va quedar a Mèxic a continuar les negociacions. Van culminar amb el Tractat de Guadalupe-Hidalgo el 1848, que Polk va decidir aprovar, ignorant als demòcrates que demandaven l'annexió completa de Mèxic. El tractat afegia 3,1 milions de km² de territori als Estats Units. Això deixava el territori de Mèxic a la meitat mentre que la grandària del territori estatunidenc va créixer un terç. Califòrnia, Nevada, Utah, gran part d'Arizona, i parts de nou Mèxic, Colorado, i Wyoming, van ser totes incloses en la cessió mexicana. El tracte també va reconèixer l'annexió de Texas i va donar control als Estats Units del territori disputat entre el Riu Nueces i el Riu Bravo. Mèxic, alhora, rebia 15 milions de dòlars, que no va ser pagat íntegrament. El cost humà per al costat estatunidenc va ser de menys de 20.000 vides, però de 50.000 vides pel costat mexicà. És possible que la guerra li costés al govern estatunidenc 100 milions de dòlars. Finalment, l'esmena Wilmot va injectar l'esclavitud als territoris nous encara que Polk li va insistir al congrés, i als seus escrits personals, que això mai havia estat un objectiu de la guerra.
Així i tot, el tracte necessitava l'aprovació del senat. Al març de 1848, els Whigs, els qui havien estat oposats a les pòlisses de Polk, van canviar d'opinió sobtadament. Dos terços dels Whigs van votar a favor del tractat de Polk. Això va acabar la guerra i va legalitzar l'adquisició dels territoris nous.
La guerra va portar serioses conseqüències per a Polk i els demòcrates. Va donar als polítics Whigs un missatge clar i unit en contra de la guerra, la qual van titllar d'acte d'agressió immoral i un gran abús de poder de la presidència. Així i tot, el 1848, els Whigs van nomenar a Zachary Taylor com el seu candidat a la presidència, encara que aquest havia arribat a ser un cèlebre heroi en la guerra en contra dels mexicans, i celebraven les seves victòries. Taylor va refusar criticar a Polk. Com a resultat de dirigir i coordinar la guerra al mínim detall, la salut de Polk es va deteriorar fins al final de la seva presidència.
Molts rumors han sorgit sobre un suposat pacte entre el president mexicà Santa Ana i els estatunidencs per a vendre els territoris disputats però la veritable causa són les ambicions expansionistes de Polk i el destí manifest.
A principis del segle xx una gran quantitat d'aigua provinent del Riu Bravo va inundar una ranxo propietat d'un particular, quan va baixar el nivell de l'aigua; la part inundada es va quedar de costat estatunidenc, en aquest terreny es va aixecar el que avui és el centre del Pas Texas. Fins a 1962 va ser tornat a Mèxic simbòlicament aquest terreny que avui es coneix com el chamizal a Ciutat Juárez, Chihuahua, Mèxic.
Després de la guerra amb Mèxic, un grup de filibusters desitjaven separar més territori de Mèxic, hi ha informes d'annexionistes que desitjaven incorporar a la unió americana l'estat mexicà de Chihuahua, independitzar el territori de l'actual estat de Sonora i Baixa Califòrnia, el govern mexicà va detenir als filibusters i va ser derrotada la campanya amb finalitats d'annexionar-se als Estats Units.
Mèxic va ser envaït el 1914 i 1916, la primera va ser una ocupació militar al port de Veracruz per a impedir l'entrada d'armes de procedència Alemanya al Govern de Victorià Horta, la segona va ser per a buscar a Pancho Villa pels atacs a Columbus Nou Mèxic. El port de Veracruz va resistir amb valor, es van sumar a la defensa civils i uns quants cadets del col·legi militar però res van poder fer contra el poderós avanç estatunidenc. A la fi de 1914 es retiren les tropes nord-americanes de Veracruz, Mèxic.
Un grup de rangers de Texas van arribar a Chihuahua per a trobar a Pancho Villa però al no trobar-ho van tornar als Estats Units. El govern mexicà va donar l'ordre de detenir l'avanç de tropes nord-americanes en cas d'avançar més al centre del país, i en aquell moment es va iniciar la batalla del Carrizal, a Chihuahua.
Actualment en els estats de Califòrnia, Texas, Nou Mèxic, Utah, Arizona i part de Wyoming hi ha una gran quantitat de mexicans i la influència de mexicana s'ha desplaçat a altres estats de la unió americana.

#### Cuba
A mitjan 1848, el president Polk va autoritzar el seu ambaixador a Espanya, Romulus Mitchell Saunders, a negociar la compra de Cuba i oferir la suma gegantesca de 100 milions de dòlars, suma sorprenent en aquells dies per un territori, que equivaldria a 2,74 bilions actualment. Cuba estava prop dels Estats Units i tenia esclaus, així que la idea l'atreia al sud dels Estats Units, però era rebutjada pel nord. Així i tot, Espanya continuava lucrant-se amb la producció a Cuba del tabac, sucre, melassa, rom, raó per la qual va rebutjar les ofertes de Saunders.

#### Departament de l'Interior
Una de les últimes accions del president Polk va ser la signatura d'aprovació per a la creació del Departament de l'Interior dels Estats Units el 3 de març de 1849. Polk tenia reserves quant al que el deia la usurpació de poder sobre terrenys públics dels estats; no obstant això, en haver arribat a l'escriptori presidencial en l'últim dia de la seva presidència, Polk no va tenir temps d'escriure una carta de veto que tingui base constitucional per a rebutjar la llei, així que la va signar.

#### Administració i Gabinet

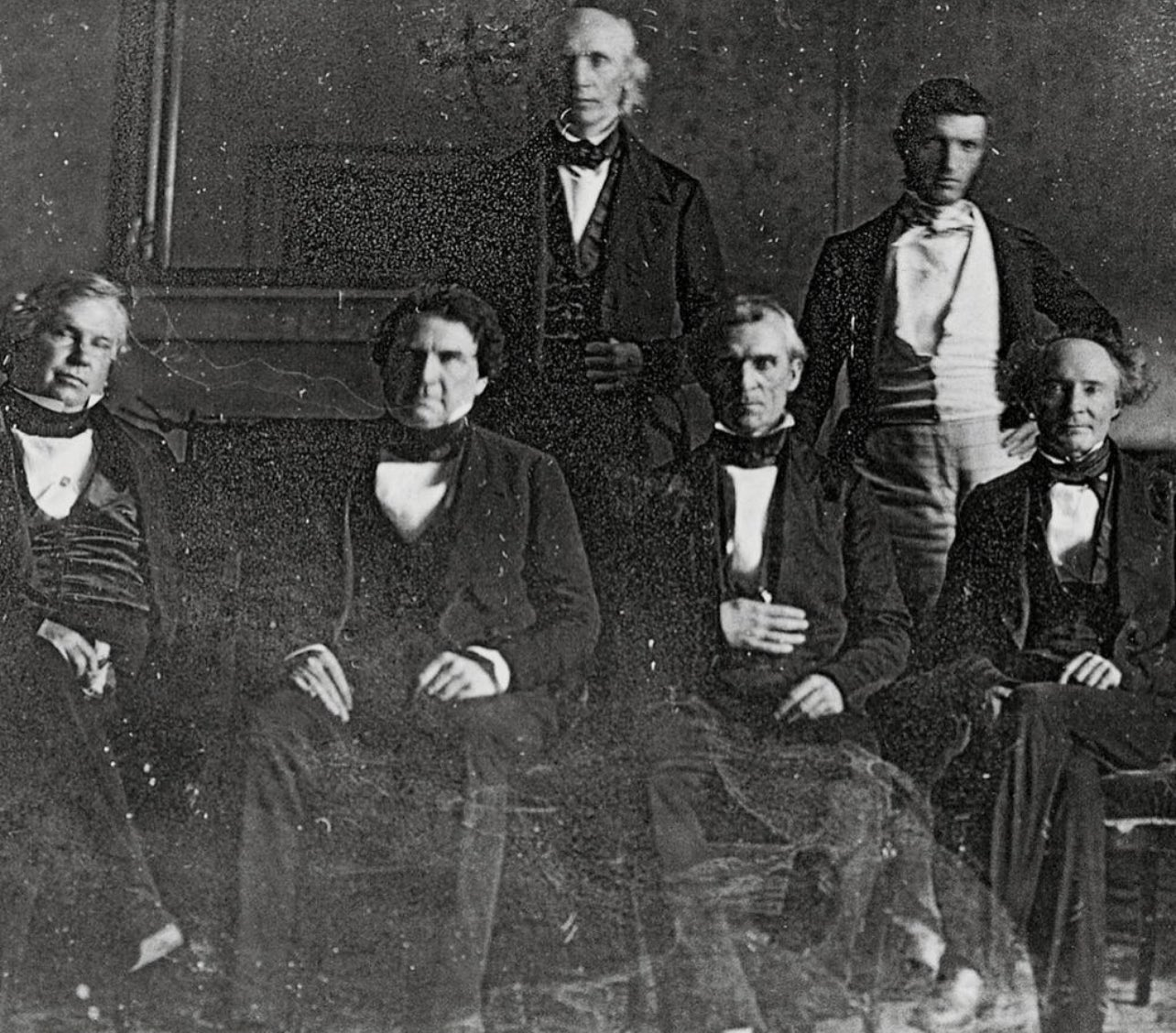
Polk i el seu gabinet en el menjador de la casa blanca.
Fila de davant, esquerra a dreta: John I. Mason, William L. Marcy, James K. Polk, Robert J. WalkerFila de darrere, esquerra a dreta: Cave Johnson, George BancroftEl
secretari d'estat James Buchanan està absent.

| Oficina                            | Nom              | Anys      |
| ---------------------------------- | ---------------- | --------- |
| President                          | James K. Polk    | 1845-1849 |
| Vicepresident                      | George M. Dallas | 1845-1849 |
| Secretari d'Estat                  | James Buchanan   | 1845-1849 |
| Secretari deTresoreria             | Robert J. Walker | 1845-1849 |
| Secretari de Guerra                | William L. Marcy | 1845-1849 |
| Fiscal general                     | John Y. Mason    | 1845-1846 |
| .                                  | Nathan Clifford  | 1846-1848 |
| .                                  | Isaac Toucey     | 1848-1849 |
| Director general del Servei Postal | Cave Johnson     | 1845-1849 |
| Secretari de l'Armada              | George Bancroft  | 1845-1846 |
| .                                  | John Y. Mason    | 1846-1849 |

#### Nomenaments Judicials
Durant la seva presidència, James Polk va nomenar a diverses persones a llocs judicials.

##### Cort Suprema

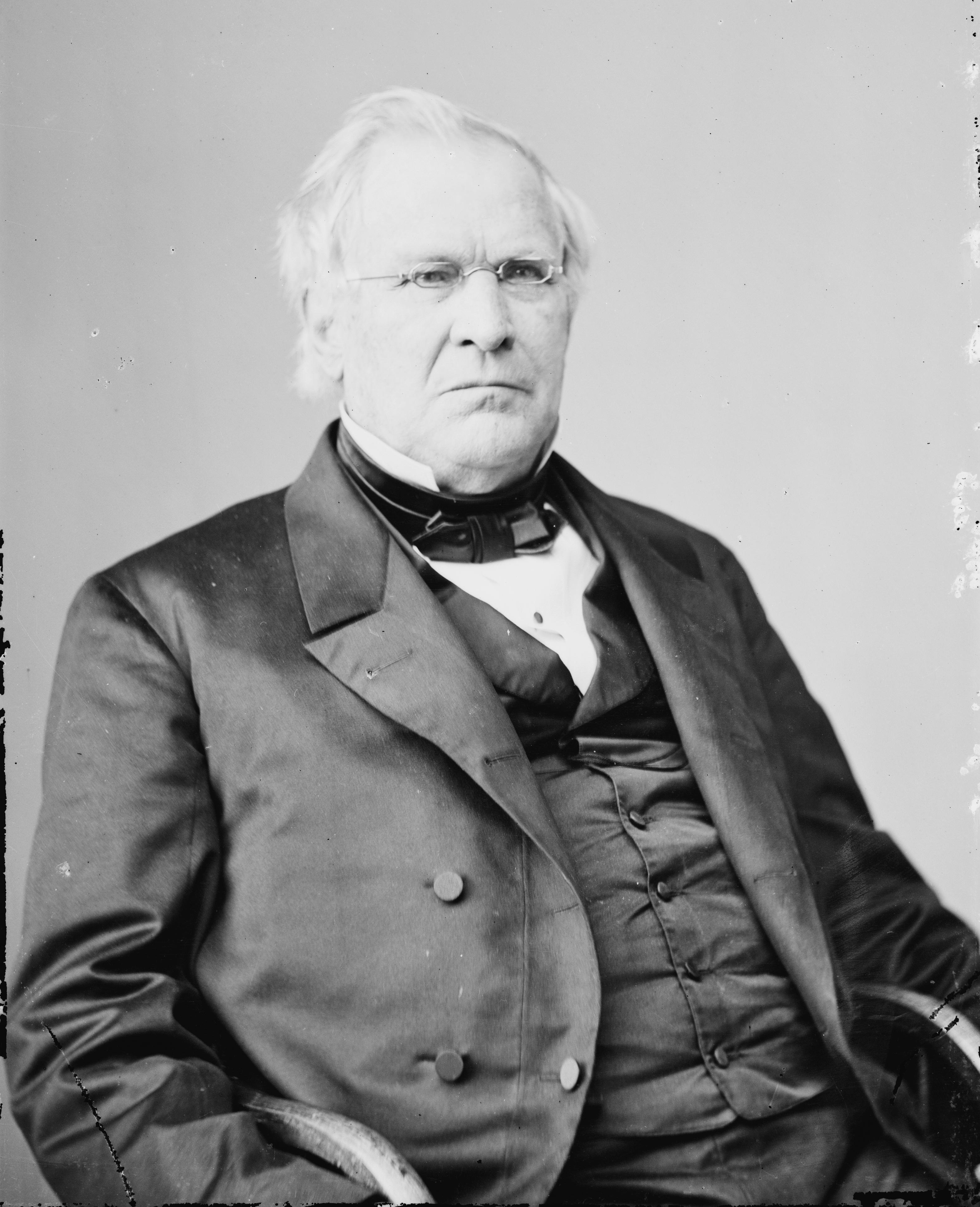
Robert Cooper Grier, un dels nomenaments del president Polk a la cort suprema.

Polk va nomenar als següents jutges a la cort suprema.
| Jutge               | Lloc     | Començament de Servei Actiu | Terme de Servei Actiu |
| ------------------- | -------- | --------------------------- | --------------------- |
| Robert Cooper Grier | Seient 1 | 4 d'agost de 1846           | 31 de gener de 1870   |
| Levi Woodbury       | Seient 2 | 20 de setembre de 1845      | 4 de setembre de 1851 |

Woodbury era de Nou Hampshire i Grier de Pennsilvània. Polk també va nomenar a George W. Woodward de Pennsilvània el 1846, però el senat dels Estats Units rebutjo la nominació.

##### Altres nomenaments judicials
Polk va designar a altres vuit jutges federals. Un a la cort federal del districte de Columbia i set a altres llocs en les Corts de Districte dels Estats Units.